# 이기적 유전자
《이기적 유전자》(The Selfish Gene)는 영국 진화생물학자 리처드 도킨스가 쓴 책이다. 이 책은 진화의 주체가 인간 개체나 종이 아니라 유전자이며 인간은 유전자 보존을 위해 맹목적으로 프로그램된 기계에 불과하다고 주장하여 생물학계의 논쟁을 불러일으켰다. 한편 그런 유전자의 지배와는 별개로, 인간은 자유의지와 문명을 통하여 유전자의 독재를 충분히 이겨낼 수 있다고 도킨스는 보았으며, 이런 관점은 그의 무신론 저서 《만들어진 신》을 비롯해 여러 책에서 찾아볼 수 있다.

## 저자 소개

### 리처드 도킨스
리처드 도킨스는 세계에서 가장 영향력 있는 과학자이자 저술가이다. 1941년 케냐 수도 나이로비에서 태어나 옥스퍼드 대학교에서 공부했다. 동물행동학 연구로 노벨상을 수상한 니코 틴베르헌에게 배운 뒤 촉망 받는 젊은 학자로 학문적 여정을 시작했다. 옥스퍼드대학교에서 과학의 대중적 이해를 전담하는 석좌교수로 일했으며, 1987년에 로스앤젤레스 타임스 문학상을 수상했다. 지은 책으로 <확장된 표현형 (The Extended Phenotype)>, <눈먼 시계공 (The Blind Watchmaker)>, <만들어진 신 (The God Delusion)> <지상 최대의 쇼> ,<리처드 도킨스 자서전><무지개를 풀며> 등이 있다.

## 본문요약

### 1장 사람은 왜 존재하는가?
모든 사람은 이기적으로 태어났다. 이 이기주의를 만들어내는 단위는 유전자라고 볼 수 있다. 즉 유전자를 인간 뿐만 아니라 다른 동식물을 만들어 낸 주원인으로 본다.

### 2장 자기 복제자
2장에서는 세상은 안정한 것들로 가득 차 있으며, 최초의 자연 선택은 안정한 것을 선택하고 불안정한 것을 배제하는 것이었다고 말한다. 그리고 어떠한 특정 시점에 원시 수프 속에서 자기 복제자가 등장하였다고 말하며, 이 자기복제자라는 새로운 안정성이 어떻게 생겨났고, 어떻게 '원시 수프'에서 생존하게 되었는지 그 기원에서부터 설명 해 나간다. 또한, 이 자기 복제자들이 우리의 몸과 마음을 창조했으며, 그들이 살아 있다는 사실이야말로 우리가 존재하는 궁극적인 이론적 근거라고 주장하며, 이제 그들은 유전자라는 이름으로 계속 나아갈 것이고, 우리는 그들의 생존 기계라는 주장을 펼치고 있다.

### 3장 불멸의 코일
도킨스는 우리가 알고 있는 외형과 체내 기관이 매우 다양한 동식물들의 기본적 화학 조성이 다소 균일하다고 말하며, 이들 모두가 DNA라는 분자를 위한 생존기계라고 말한다. 이를 바탕으로 이 장에서는 DNA의 구성 단위와 복제에 대한 것, 유성생식은 유전자를 섞는 방법이라는 것, 자연 선택의 단위는 유전자라는 것, 그리고 이를 바탕으로 한 노화 이론을 소개한다.

### 4장 유전자 기계
도킨스는 생존 기계가 유전자의 수동적 피난처로 처음 생겨났다고 말한다. 그리고 점차 동물과 식물 각각이 유전자를 보호하기 위해 특수한 생존 양식을 진화시켜 왔다고 말한다. 또한 그 중에서도 동물의 행동에 주목하여 이것을 바탕으로 유전자와 뇌의 관계를 엿본다. 유전자가 생존 기계의 행동을 제어한다고는 하지만 그 시간적 차이 때문에 간접적으로 조정할 수 밖에 없으며, 이러한 유전자를 대신하여 뇌가 근육 수축의 제어와 조정을 통해 생존 기계의 성공에 기여하고 있는 것이다

### 5장 공격 – 안정성과 이기적 기계
이 장에서는 메이너스 스미스의 개념인 진화적으로 안정한 전략, ESS를 이용한다. ESS란 개체군에 있는 대부분의 구성원이 일단 그 전략을 채택하면 다른 대체 전략이 그 전략을 능가할 수 없는 전략이다. 도킨스는 우리에게 중요한 결론은 ESS가 진화할 것이라는 것, ESS는 집단 공모에 의해 얻어지는 최적 상태와는 같지 않다는 것, 그리고 상식은 사실을 잘못 이해하게 만들 수 있다는 것이라고 말한다.

### 6장유전자의 행동 방식
이기적 유전자의 목적은 유전자 풀 속에 그 수를 늘리는 것이다. 유전자는 기본적으로 자신의 생존 기계에 프로그램을 짜 넣는 것을 도와줌으로써 이 목적을 달성한다. 비용-이익의 추산은 인간이 결정을 할 때처럼 과거의 경험에 근거하게 된다. 그러나 이때의 경험은 유전자의 경험, 더 정확히 말하면 과거에 유전자가 살아남은 조건을 말하는 것이다.

### 7장 가족계획
도킨스는 새로운 개체를 낳는 것을 한 편에, 현존 개체를 돌보는 것을 다른 편에 두어야 한다고 생각한다. 종의 생태학적인 특성에 따라, 키우기와 낳기 두 전략의 여러 가지 혼합 전략들이 진화적으로 안정한 전략이 될 수 있는 것이다. 이 장에서 도킨스의 결론은 개개의 부모 동물은 가족계획을 실행하는데, 이것은 공공의 이익을 위해서 라기보다는 오히려 자기 자손의 출생률을 최적화하기 위해서이다.

### 8장 세대 간의 전쟁
도킨스는 어미가 자식들에게 다른 투자를 한다고 생각한다. 그게 더 어미에게 이득이 되기 때문이다. 더 큰 새끼보다 작은 새끼에게 먹이를 더 많이 주었을 때 더 큰 새끼는 견뎌낼 수 있지만 만약 더 큰 새끼에게 먹이를 더 많이 주었다면 작은 새끼는 견디지 못할 것이기 때문에 어미는 자연스레 더 작은 새끼에게 먹이를 더 많이 투자할 수 있기 때문이다.

### 9장 암수의 전쟁
암수는 근본적 차이가 있다. 암컷은 큰 생식세포를 가지고 있는 것에 비해 수컷의 생식세포는 암컷에 비해 매우 작고 그 수가 많다. 수컷의 암컷 착취는 이것에서부터 출발한다. 짝에게 버려진 암컷은 다른 수컷을 속여서 그에게 자기 자식을 친자라고 여기도록 하여 입양시키거나, 자식을 유산시키고 새로운 배우자를 찾거나, 혹은 끝까지 참고 혼자서 자식을 키우려고 노력한다. 그렇지 않으면 암컷은 수컷이 착취하는 정도를 줄이기 위해 교미를 거부하는 전략을 취한다. 수컷에 대한 암컷의 유리한 흥정 전략은 두 가지로 볼 수 있다. 그것들은 가정의 행복을 우선시하는 수컷을 선택하는 전략과 남성다운 수컷을 선택하는 전략이다. 전자는 암컷이 수컷으로부터 계속해서 원조를 받고자 하는 것이고 후자는 그것 대신에 좋은 유전자를 얻는 데 전력을 쏟는 것이다. 암컷이 이들 두 대항책의 어느 것을 취하든 또 수컷이 그것에 어떻게 대응하든 어느 것에서나 종을 둘러싼 생태학적 상황에 의해 결정될 것이다.

### 10장 내 등을 긁어 줘, 나는 네 등 위에 올라탈 테니
집단 형성이 주는 이익은 포식자에게 먹히는 것을 피하기 위해서이다. 겉으로 보기에는 위험을 가중시킬 것 ‘경계음’ 같은 행위들의 의미는 케이비 이론과 ‘대열을 이탈하지 마라’ 이론에 의해 설명 가능하다. 위험의 존재를 알리지 않는 것은 자신을 포함한 집단 전체의 위험을 가중시키는 행위이다. 또한 위험을 발견하고 혼자만 살고자 집단에서 떨어지는 것은 자신의 위험을 가중시킨다.이 때문에 경계음이라는 특수한 행위가 발생한다. 또한 가젤의 높이뛰기는 다른 영양에 대한 위험 신호이기 보다는 포식자에게 자신을 과시하여 다른 개체를 쫓도록 하는 것이 목적이다. 벌들의 예시에 있어서도 자손을 번식시키지 못하는 일벌들은 근친도에 의해 형제들을 위해 보다 쉽게 자신을 희생할 수 있다. 또한 상리 공생의 예에서도 그것이 지연성의 호혜적 이타주의로 성립되기 위해서는 일정한 조건이 필요한데 그것이 바로 특정 지역의 고착성 때문이라고 말하고 있다.

### 11장밈-새로운 복제자
인간의 특이성은 대개 ‘문화’라고 하는 한 단어로 요약된다. 문화를 '유전자'와의 비교를 위해 '밈'이라는 개념이 등장한다. 이것은 문화 전달의 단위 또는 모방의 단위라는 개념을 담고 있는 명사이다. 밈의 생존 가치를 높여주는 밈의 특성은 일반적으로 장수, 다산성, 그리고 복제의 정확도와 같을 것이다. 신에 대한 관념은 밈 풀 속에서 신의 밈이 나타내는 생존 가치는 그것이 갖는 강력한 심리적 매력의 결과다. 밈은 유전자처럼 더 작은 단위로 분할되어 전승되기도 하고, 그 과정에서 새롭게 해석되어 전승된다. 또 가치에 따라 높은 생존가능성을 가지고 후세로 이어진다. 밈의 또 다른 특징은 유전자가 그렇듯이 상호 적응을 통해 안정성을 확보한다는 것이다. 또한 밈은 유전자와 같이 경쟁하기도 한다. 그러나 유전자의 목적과는 달리 밈은 때때로 독신주의와 같은 형태로 서로 대립적인 성격을 띠기도 한다.

### 12장 마음씨 좋은 놈이 일등한다
마음씨 좋은 놈이 꼴찌한다.’는 문구에서 ‘마음씨 좋은’이라는 일상적인 말에 담긴 또 다른 전문용어로서의 의미를 살펴보면 마음씨 좋은 놈이 일등이 될 수 있다. 로버트 엑슬로드(Robert Axelrod)는 전략형 게임이론인 죄수의 딜레마를 통해 팃포탯전략을 설명한다. 단순하게 '배신'과 '협력'의 게임에서 상대의 생각을 알 수 없으므로 선택에 있어서 딜레마에 빠진다. 결국 '배신'이 유리하다는 결론을 도출하게 된다. '최종적으로 이 게임은 두 경기자 모두에게 나쁜 결과를 동반하는 상호 배신으로 끝나게 될 운명에 놓여 있다.'그러나 같은 게임을 반복시키면 결과는 다르다. 대체로 마음씨 좋은 전략은 못된 전략보다 성공적인 결과를 낳는다. 결국 '마음씨 좋은'개체는 보다 안정적인 형태로 유전자 풀에 개체의 수를 늘려간다. 흡혈 박쥐의 경우처럼 이기적 유전자에 지배되면서까지 마음씨 좋은 놈이 일등이 될 수 있다는 사실은 나눔과 협력의 성공 사례로서 받아들여 진다.

### 13장 유전자의 긴팔
자연 선택이 어떤 유전자를 선호하는 것은 유전자 그 자체의 성질이 아니라 그 유전자가 표현형에 미치는 영향 때문이다. 그리고 하나의 유전자가 표현형에 미치는 영향은 보통 그 유전자가 있는 몸에 미치는 모든 영향뿐만 아니라 전 세계에 미치는 모든 효과로서 생각할 필요가 있다. 이 예로는 비버 댐, 새집, 그리고 날도래 애벌레의 집과 같은 건축물이 있다. 긴 진화의 시간을 거쳐 오면서 기생자는 더 이상 기생자가 아니라 숙주와 협력하여 종국에는 숙주의 조직에 합체될 것이며 기생자로서의 흔적은 찾을 수 없게 될 것이다. 또한 유전자가 만일 정자 또는 난자라고 하는 종전의 경로에 의존하지 않고도 자신을 퍼뜨리는 방법을 발견한다면, 그 유전자는 새로운 방법을 택하여 비협조적이 될 것이다. 세포가 무리를 이루는 이유는 무리내의 세포는 특수화되어 각각의 임무를 보다 효율적으로 수행할 수 있고 큰 생물은 작은 생물을 먹을 수 있고 작은 생물에게 먹히는 것을 피할 수 있기 때문이다. 생물체의 병목형 생활사는 처음의 제도판으로 돌아가는 것과 같은 일을 가능케 한다. 그리고 병목화는 발생과정을 조절하는 데에 쓰일수 있는 달력이 된다. 또한 진화는 유전적인 변화(돌연변이)를 필요로 하는데 이때 세포의 유전적 이해관계가 같기 위해선 병목형 생활사가 적절하다. 모든 생명의 원동력이자 가장 근본적인 단위는 자기복제자이다. 자기복제자는 더 이상 흩어져 있지 않고 개체의 몸속에 포장되어 있다. 우주의 어떤 장소든 생명이 나타나기 위해 존재해야만 하는 유일한 실체는 불멸의 자기 복제자 뿐이다.

## 주요 개념

### 자기 복제자
리처드 도킨스가 유전자를 설명하기 위해 사용한 단어로, 리처드 도킨스는 원시 수프 속에서 유기물은 해안 부근의 말라붙은 물거품이나 떠 있는 작은 물방울 속에 국지적으로 농축 되었고, 이것들이 다시 태양으로부터 자외선과 같은 에너지의 영향을 받아 결합하여 더 큰 분자가 되었다고 말한다. 이 거대 유기물 분자가 점점 더 진해지는 수프 속을 아무런 방해도 받지 않고 표류하다 어느 시점에 특히 주목 할 만 한 분자가 우연히 생겨나는데, 리처드는 이들을 자기복제자라고 부르기로 하였다. 즉, 자기 복제자란 유전자의 초기 형태를 말하며, 스스로의 복제물을 만든다는 놀라운 특성을 지닌 분자를 말한다.

### 생존기계
현재 우리 인간을 포함한 유전자를 지닌 여러 동식물을 말하는 것으로, 도킨스의 말에 따르면 원시수프 속에 자기복제자의 수가 점점 많아지면서 구성 요소 분자는 점점 더 소진되어 결국 희소하고 귀중한 자원이 되었을 것이 틀림없다. 그리고 그 자원을 차지하기 위하여 자기 복제의 여러 가지 변종들 내지는 계통들이 경쟁했을 것이다. 이러한 상황 속에서 자기 복제자는 단순히 존재하는 것만이 아니라 계속 존재하기 위해 자신을 담을 그릇, 즉, 운반자까지 만들기 시작했다. 살아남은 자기 복제자들이 자기가 들어앉아 생명을 유지할 수 있도록 스스로 축조해 낸 것이 생존기계인 것이다.

### ESS (Evolutionarily Stable Strategy)
ESS는 진화적으로 안정한 전략으로 해석된다. 이것은 매이너스 스미스가 소개한 중요 개념으로 해밀턴과 맥아더에왔다고 한다. ‘전략’은 미리 프로그램 된 행동 방침으로, ESS란 개체군 내의 대부분의 구성원들이 일단 그 전략을 채택하면 다른 전략이 그 전략보다 유리할 수 없는 전략이다. 책의 보주에서 도킨스는 ESS의 기본개념을 ‘직관적으로 담아 자신의 복사본에 대해 잘 대응 할 수 있는 전략’이라고 말한다.

### 밈
문화 전달의 단위 또는 모방의 단위라는 개념으로 리처드 도킨스의 《이기적 유전자》에서 처음 소개된 용어이다. 지구상에 자기 복제를 하는 실체로 가장 그 수가 많은 것은 유전자, 즉 DNA분자인데, 최근 신종의 자기 복제자가 지구에 등장했다. 새로이 등장한 풀 (pool)은 인간의 문화이다. 밈의 생존 가치를 높여주는 밈의 특성은 일반적으로 장수, 다산성, 그리고 복제의 정확도와 같을 것이다. 또한 밈도 유전자와 같이 자기의 생존이라는 목적의식을 가진 능동적인 존재이다. 또한 밈들은 서로 경쟁을 하지 않으면 안 된다. 밈은 서로 보강하기도 하지만 때로는 서로 대립하기도 한다. 그 예로는 독신주의를 들 수 있다.

### 죄수의 딜레마
인간을 대상으로 한 초기 버전에서는 게임이 다음과 같이 진행된다. ‘물주’가 한 사람 있고 게임을 하는 두 상대에게 판정을 내려 이득을 지불한다. 두 명의 참가자는 각자 ‘협력’과 ‘배신’이라고 표시된 두 장의 카드밖에 없다. 한 장을 뽑아 탁자 위에 엎어 놓은 뒤 물주가 카드를 뒤집는다. 이 게임에서 가능한 결과는 다음과 같다.
죄수의 딜레마 게임에서 나온 여러 가지 결과
|         |      | 상대방의 패                                  | 상대방의 패                                   |
|         |      | 협력                                         | 배신                                          |
| 나의 패 | 협력 | 꽤 좋음 포상 (상호 협력에 대한) 예: 3백 달러 | 매우 나쁨 봉으로서 뜯김 예: 벌금 1백 달러     |
| 나의 패 | 배신 | 매우 좋음 배신의 유혹 예: 5백 달러           | 꽤 나쁨 벌 (상호 배신에 대한) 예: 벌금 10달러 |

상대방이 어떤 카드를 내든 간에 나의 최선의 수는 항상 배신 카드를 내는 것이다. 따라서 이성적인 두 경기자가 만나면 둘 다 배신하여 똑같이 벌금을 물거나 낮은 이득을 얻게 될 것이다. 만약 ‘협력’카드만 낸다면 비교적 높은 상호 협력에 대한 포상을 얻을 것이라는 사실을 둘 다 잘 알고 있다. 이것이 이 게임이 딜레마인 이유이다.
이것에 대해 생각하면 할수록 인간의 생활뿐만 아니라 동물과 식물의 생활까지도 반복된 죄수의 딜레마라는 게임 투성이라는 것을 깨닫게 된다.
액설로드는 15개의 전략을 대형 컴퓨터도 대전시켰는데, 승리를 거둔 전략은 놀랍게도 가장 단순하고, 가장 덜 교묘해 보이는 전략이었다. 그것은 ‘이에는 이, 눈에는 눈Tit for Tat’이라 불리는 전략이었다. 승리하는 전략에는 두 가지 특징이 있는데, 그것은 ‘마음씨 좋음’과 ‘관대’이다. ESS (진화적으로 안정한 전략)적 접근을 액설로드가 두 토너먼트에 적용한 ‘리그전 방식’과 비교해 보자. ESS의 중요한 특징은 어떤 전략들이 전략들의 집단 내에서 이미 다수를 점하고 있을 때 계속 좋은 성적을 얻게 된다는 것인데, 말하자면 TFT가 ESS라는 것은 TFT가 우위를 점하는 환경에서는 TFT가 잘해 나갈 것이라는 것을 의미한다.

### 분리 왜곡 유전자
감수분열 그 자체에 영향을 미치는 돌연변이 유전자로써 자신이 대립 유전자보다 더 빈번하게 난자에 들어가도록 영향을 주는 유전자이다. 감수분열 또한 물리적 과정이기 때문에 여러 가지 사정에 영향을 받는다. 그러므로 유전자의 영향도 받을 수 있는 것이다. 이들은 집단 내에 거침없이 퍼져나가 그 대립 유전자를 사라지게 한다. 이것을 ‘감수분열 구동’이라는 현상으로 설명하는데 이때 이 유전자는 그 자신에게는 좋지만 몸속 나머지 유전자에게는 나쁜 영향을 미친다.이 분리 왜곡 유전자 중에 가장 잘 알려진 것은 생쥐의 t유전자가 있다.

### 반란 유전자 절편
DNA의 절편중에는 염색체에 편입되지 않고 세포의 액체 성분속에 자유로이 떠다니며 증식하는 놈들이 존재한다. 이 절편들은 비로이드라든가 플라스미드든가 하는 여러 이름으로 불린다. 플라스미드는 바이러스보다도 작고 대개 두 세 유전자만으로 구성되어 있다. 일부 플라스미드는 이음새도 없이 염색체로 끼어 들어갈 수 있고 그 붙임이 너무 매끄러워 이음새를 찾아볼 수도 없다. 끊어지고 이어지며, 순식간에 염색체에서 뛰어내리고 뛰어오른다.

### 확장된 표현형
이때 표현형이란 것을 먼저 설명하게 되는데 표현형은 유전자형과 대비되는 용어이다. 유전인자에 의해서 생물 내부적으로 결정되는 숨겨진 형질이 바로 유전자형이며, 그것이 겉으로 드러나는 것이 표현형이 된다. 동그란 완두콩을 예로 들자면, 완두콩이 '동그랗다', '주름지다' 하는 식으로 실제 겉으로 드러나는 모양이 표현형이며, 이것을 우성, 열성 유전인자를 나타내는 R과 r이라는 기호를 사용해서 RR, Rr, rr로 쓰게 되면 유전자형을 표현한 것이 된다. 하지만 근래에 일반적으로 형질이라는 용어를 사용할 때는 단순히 표현형과 동일한 의미로 사용하는 경우가 많다. 도킨스(R. Dawkins)는 이러한 표현형 개념을 더욱 확장하여, 동물의 경우에는 행동이나 반응과 같은 생태적인 부분, 더 나아가서 인간의 정신적인 부분까지도 표현형의 영역에 포함시키고 있다. 즉 비버가 댐을 짓는다든지 하는 행동도 모두 표현형의 울타리 안에 넣어야 한다는 것이다. 이러한 개념에 대해서 도킨스는 확장된 표현형이라는 표현을 사용하였다.

## 한국 학계의 반응

### 인간은 유전자에 구속된 존재인가?[2]
우생학은 육체적 특질은 물론이고, 사회적 조건의 부산물일 수 있는 인간 실존의 문제들조차 질병으로 간주하며, 선택과 배제의 논리를 설파했다. 즉 우생학은 인간 개선을 명분으로 삼아 인간의 몸(the body)을 과학적 방식으로 통제하고 관리함으로써 사회적 불평등을 고착화하고, 재생산하는 이데올로기로서의 기능을 역사 속에서 보여주었다. 이는 인간을 유전자의 구성물로서 물화시키며, 인간의 건강과 질병을 정량화된 유전자에 대한 조작을 통해 개선하는 것을 최우선의 과제로 삼고 있는 현대 의료 유전학에 대한 비판적 검토의 단초가 될 것이다.

### 리처드 도킨스의 ‘이기적 유전자’에 대한 반론[3]
신동의는 '도킨스의 이기적 유전자에 대한 반론'(2008) 논문에서 먼저 유전자에 ‘이기적’이라는 의인화된 은유를 사용한 것에 대해 비판한다. 발육이 미숙한 새끼를 빨리 죽게 하는 어미 새의 행동에 반례를 들어 도킨스의 생각이 ‘부당한 일반화의 오류’를 범했다고 주장한다. 다음으로 ‘영역방어가 진화적으로 안정한 전략’이라는 것에 반론을 제기한다. 동물과 인간이 자신의 유전자를 보존하기 위해서는 ‘공격’이 필수적이라는 도킨스의 주장에 대해 생명체가 환경에 따라 다른 방식으로 발달하는 반례를 든다. 또한 ESS가 달성되었을 때 그것이 지속되는 것이 얼마나 오랫동안 지속되는 것인지가 불분명하다고 말한다. 마지막으로 그는 ‘밈’과 ‘확장된 표현형’에 반론을 제기한다. ‘밈’에 대한 도킨스의 주장은 도킨스가 유전자 결정론자가 아님을 보일 수 있는 반증 사례가 될 수는 있으나 딜레마에 부딪치게 될 것이라고 주장한다. 이런 딜레마를 극복하기 위해 도킨스가 내놓은 대안이 ‘확장된 표현형’인데, 인간이 이룩한 다양한 문화적 산물들을 ‘확장된 표현형’으로 설명하는 것은 유전자와 유기체 그리고 환경의 관계를 지나치게 단선적인 인과구조로 보는 오류에 지나지 않는다고 말한다.

### 리처드 도킨스의 ‘유전자 결정론’에 대한 비판적 탐구[4]
이상원은 유전자 결정론, 누적적인 자연선택론, 문화 복제자인 밈 이론을 비판한다. 가장 근원적이고 심각한 문제는 두 가지라고 한다. 하나는 비인격적인 존재의 부당한 인격화 문제이다. 도킨스에게 있어서 DNA는 의지적인 인격적 결단과 행동의 주체다. 그의 인격화는 동물뿐 아니라 광물시가 되어 있지 않은 채 상상에만 근거한 하나의 추론에 불과하다. 이 이론은 시간의 흐름을 무시한 비현실적인 논증이다. 세 번째로 밈 이론은 실증적 근거가 없다는 이유 하나만으로도 과학적 이론으로 수립될 수 없다.

### 사회 생물학에 관한 화이트 헤드의 유기체철학적 조망[5]
생물학적 결정론의 관점으로 볼 때, 인간의 행동을 유발시키는 소인은 인간의 몸속에 있는 유전자 안에 프로그램 되어있고 또한 이미 결정되어 있다. 그리고 인간의 사회 문화적 유산들 역시 그 안에 프로그램 되어 있다고 설명하지만 인간의 사회적 특성들의 유전적 기초에 대한 모든 언명들은 실증적인 것처럼 보인다 할지라도 필연적으로 사변적인 것이며 인간의 이타적 행동이 진화적 발전을 거쳐 윤리 체계에까지 이르렀다는 것 또한 증명될 수 없는 사변적 이야기일 뿐이다. 특히 사회생물학은 인종차별주의와 같은 것들의 기초적 증거로 채택될 수 있는 문제점 또한 갖고 있다. 굴드는 도킨스의 이론이 서구의 과학적 사고에 얽혀있는 폐해인 원자론, 환원주의, 결정론과 같은 것에서 유래한다고 비판한다. 화이트 헤드의 관점으로 볼 때 인간행동에 대한 이해는 인간의 육체적 원인, 즉 생물학적 접근으로만 설명될 수는 없다고 말한다.

### 사회생물학의 “이기적 유전자론”에 관한 기독교 인간론적 해석[6]
도킨스는 인간의 신앙을 단지 모방적인 밈의 작용으로 보았다. 즉, 인간이 지닌 신의 개념들이 유전자의 작용을 통한 여러 가지 밈의 현상 속에서 나타난 것으로 본 것이다. 따라서 인간들 사이에서 전해지는 신의 개념을 단지 신의 밈의 복제라고 해석하고 있다. 즉, 신이 아니라 밈이 존재한다고 본 것이다. 그러나 인간이 지닌 인격적 창의성과 종교성은 유전자의 생물학적 특성을 넘어서는 영역이다. 즉, 밈의 작용을 넘어서 인간이 지닌 초월적 영적 지평 (transcendental spiritual horizon)인 것이다.

### 진화론과 불교 사상의 접점[7]
기본적으로 불교는 생명의 다양성을 인정하지만 그 다양성의 발전 과정에는 관심이 없다. 그러나 진화론은 그 다양성이 어떠한 과정을 거쳐 발전해 왔는지에 대해 관심이 있다. 또한 불교는 심-신 이원론을 바탕으로 현상세계를 설명하며, 모든 존재의 구원이라는 형이상학적 목표를 지니고 있다. 반면 진화론은 철저하게 유물론에 입각하며, 인간의 의식과 자유의지에 대해서는 설명하지 못한다. 즉, 진화론은 인간이 생물학적 본성을 극복할 수 있는 방법과 가능성을 설명하는 데에는 한계를 지니고 있는 것이다.

### 사회생물학의 윤리학적 쟁점과 그 의의[8]
사회 생물학이란, 미국의 생태학자 E.O.윌슨이 1971년에 제창한 학문으로, 인간을 포함한 동물의 사회적 행동에 관해서, 이것이 자연도태를 주요인으로 하는 진화과정의 결과 형성된 것이라는 생각에 바탕을 두고, 여기에 행동학과 생리학 등 관련분야의 식견을 더하여 연구하는 학문이다. 사회생물학에서는 다음과 같은 2가지 사고방식을 중요시한다. 첫째, 행동을 지배하는 유전자는 그것을 소유하는 개체 자신의 생존과 번식을 희생하더라도 유전적으로 근연(近緣)한 다른 개체의 번식성공도를 충분히 높이면 널리 퍼진다. 이 혈연도태 (kin selection)의 진행 결과, 근연개체로 향하였던 이타적 행동은 진화하기 쉬워진다. 둘째, 어떤 사회행동이 가져다주는적응도는 일반적으로 집단 속의 다른 개체의 행동에 의존한다. 이때 생물진화의 결과에 의해 실현되는 행동은 그것과 다른 행동을 취하는 소수의 침입자가 널리 퍼지지 못한다는 의미에서, 진화적으로 안정된 전략(evolutionary stable strategy : ESS)이 되는 것이다.
지금까지의 윤리학은 인간에 대한 자연적 탐구를 심도 있게 다루지 않았고, 이에 따라 일정 부분 규범의 형성과 그 실천이 인간의 근원적 원리와 동떨어진 면이 없지 않았다. 따라서 기존 윤리학의 불완전을 극복하고 보다 높은 완성도를 갖추는 데 인간과 도덕에 대한 사회 생물학적 접근은 타당성을 지닌다. 실천적 논점에서 사회 생물학의 논의가 윤리학에 시사점을 제공해 주고 있는 바는 바로 사회에 무엇보다도 ‘최소도덕’에 대한 철저한 확립이 필요하다는 것이다. 인간은 근본적으로 각자가 자신의 생존 본능을 보존하기 위해 행위 하므로 사회를 안정되게 유지하기 위해서는 개인의 고매한 도덕성에만 의존하여 기초 질서를 확립해서는 안 됨을 깨닫게 해준다. 그러나 인간에 대한 이러한 제제 수단은 악용될 여지가 높기 때문에 폭력이 배제된 사회 통제 장치는 없는지에 대한 고민을 하게 된다. 이러한 고민에 대한 다양한 답변들 중 하나가 바로 ‘사회공학’적 설계이다. 사회생물학이 인간의 도덕 생활에 주는 또 다른 시사점은 인간에 대한 이해를 보다 풍부하게 하여, 인간과 사회를 불합리하고 비생산적으로 구속하는 모종의 관습적 굴레로부터 벗어나게 해준다는 것이다.

## 같이 보기
- 진화 심리학
- 생물 심리학
- 사회생물학